# Bob-Europameisterschaft 1988
Die Bob-Europameisterschaft 1988 wurde am 26. und 27. Januar im Zweierbob und am 30. und 31. Januar 1988 im Viererbob binnen einer Woche zum zweiten Mal auf der  Kunsteisbahn Trebević im jugoslawischen Sarajevo, Gastgeber der Olympischen Winterspiele von 1984, als Abschluss der Bobweltcup-Saison ausgetragen.
Die Europameisterschaft wurde zum Wettbewerb der Daheimgebliebenen, denn fast alle, für die Olympischen Spiele in Calgary nominierten Bobsportler aus den führenden Bobnationen ließen die EM aus und waren entweder schon in Kanada oder auf dem Weg dahin. Daher war die EM 1988 sportlich kein Vergleich zum Vorjahr, wo sämtliche Topathleten aus der Schweiz, der DDR, Österreich und der Sowjetunion am Start waren. Diesmal fehlten die Hoppe, Kipurs und Hiltebrand samt und sonders.
Prominentester Teilnehmer war noch der Schweizer Silvio Giobellina, immerhin Welt- und Europameister sowie Bronzemedaillengewinner von Sarajevo, der nach einem durchwachsenen Jahr 1987 auch die Olympiaqualifikation für sich nicht erfolgreich gestalten konnte. In der DDR gehörte der aufstrebende Volker Dietrich zu den „Opfern“ der internen Qualifikation. 1984 hatte er noch als Rennrodler die Qualifikation für Sarajevo verpasst, diesmal wurde dem bereits 39-jährigen Bernhard Lehmann der Vorzug gegeben. Allerdings gab die olympische Bronzemedaille für Lehmann im Zweierbob den DDR-Verantwortlichen letztlich recht. Die Abwesenheit der DDR-Bobelite war andererseits vor allem für den Nachwuchs von der SG Dynamo Zinnwald die Chance, sich erstmals bei einem großen internationalen Wettkampf im Seniorenbereich in größerer Zahl zu zeigen.

## Zweierbob
Nach dem ersten Wettkampftag lag Volker Dietrich mit seinem Zinnwalder Anschieber Heiko Querner auf dem ersten Rang und hatte nach zwei Läufen 23 Hundertstel Vorsprung vor dem Schweizer Nico Baracchi mit Anschieber Donat Acklin. Dietrich hatte fuhr dabei im ersten Lauf neuen Bahnrekord. Auf dem dritten Platz lag zu dem Zeitpunkt das Zinnwalder Duo Czudaj/Körner, welches erstmals bei internationalen Titelkämpfen im Seniorenbereich antrat. Allerdings lag nur sieben Hundertstel hinter Czudaj Altmeister Silvio Giobellina, für den eine weitere EM-Medaille greifbar war.
Am zweiten Wettkampftag konnte Volker Dietrich trotz aller Schwierigkeiten seinen Vorsprung verteidigen und noch ein klein wenig ausbauen. Den vierten Lauf beendete er aber mit Anschieber Peter Förster, der den verletzten Querner ersetzte. Bei seinem EM-Debüt im Bob konnte sich der mehrfache Skeleton-Europameister Nico Barracchi gleich eine Medaille sichern. Großen Anteil hatte auch sein erst 22 Jahre alter Anschieber Donat Acklin, der als Olympiakader anschließend nach Calgary flog und mit Gustav Weder im Zweierbob den vierten Platz belegte. Mit Laufbestzeit im letzten Lauf konnte sich das sowjetische Duo Schawlew/Golowin noch Bronze sichern. Harald Czudaj wurde noch vom Schweizer Duo Aebli/Morell abgefangen und belegte mit nur 4 Hundertsteln Rückstand Platz fünf bei seinem Debüt. Er ließe damit keinen geringeren als Silvio Giobellina hinter sich, der 2 Hundertstel hinter Czudaj einkam. Für die erst 1982 gegründete Bobsektion der SG Dynamo Zinnwald war der Europameistertitel für Heiko Querner und Peter Förster der erste internationale Erfolg im Seniorenbereich.
| Platz | Bob                                                     | Gesamtzeit Rückstand |
| ----- | ------------------------------------------------------- | -------------------- |
| 1     | DDR Volker Dietrich Peter Förster Heiko Querner (1.Tag) | 3:26.28              |
| 2     | Schweiz Nico Baracchi Donat Acklin                      | 3:26.59 +0.31        |
| 3     | UdSSR Wjatscheslaw Schtschawlew Alexei Golowin          | 3:27.43 +1.15        |
| 4     | Schweiz Hansjörg Aebli Curdin Morell                    | 3:27.63 +1.35        |
| 5     | DDR Harald Czudaj Torsten Körner                        | 3:27.64 +1.36        |
| 6     | Schweiz Silvio Giobellina Bruno Gerber                  | 3:27.69 +1.41        |
| 7     | BR Deutschland Rudi Lochner Markus Zimmermann           | 3:28.26 +1.98        |
| 8     | BR Deutschland Christian Schebitz Uwe Hoering           | 3:28.43 +2.56        |
| 9     | BR Deutschland Rolf Dauber Thomas Wieczorek             | 3:28.52 +2.65        |
| 10    | Niederlande Rob Geurts Marco Versterre                  | 3:30.84 +2.96        |

## Viererbob
Der erste Wettkampftag der Konkurrenz im großen Schlitten stand unter keinem guten Stern. 18 Bobs aus 13 Nationen traten bei strömenden Regen im ersten Lauf an. Danach führte der bundesdeutsche Bob mit Pilot Christian Schebitz, sieben Hundertstel dahinter lag der Schweizer Silvio Giobellina mit seiner Crew. Der frisch gebackene Zweierbob-Europameister Volker Dietrich vom ASK Vorwärts Oberhof belegte mit seiner Zinnwalder Crew den dritten Rang. Als der Regen in Eisregen umschlug und Nebel aufkam, entschied die Jury, den zweiten Lauf nicht durchzuführen und die EM nur noch in drei Läufen auszutragen. Am zweiten Wettkampftag griff Altmeister Silvio Giobellina nochmals an und konnte den Rückstand auf Schebitz nach dem zweiten Lauf auf vier Hundertstel verkürzen. Durch Laufbestzeit lag aber auch der Bob von Volker Dietrich nur noch 18 Hundertstel hinter Schebitz. Dieser sicherte sich allerdings mit der besten Zeit des ganzen Wettbewerbs letztlich souverän den EM-Titel, weil die Konkurrenten strauchelten. Schon der Dietrich-Bob fuhr die schlechteste Zeit aller drei Läufe, aber Silvio Giobellina versagten noch mehr die Nerven. Fast eine halbe Sekunde langsamer als in den ersten beiden Läufen verlor er nicht nur den Kampf um den EM-Titel, er rutschte auch noch vom Silberrang und musste sich mit hauchdünnen zwei Hundertstel Rückstand hinter Dietrich mit der Bronzemedaille begnügen. Für den Schweizer sollte es der letzte große internationale Wettkampf sein. Nach Saisonende nahm er ein Angebot als französischer Nationaltrainer im Bobbereich an, um dort im Hinblick auf die Olympischen Winterspiele 1992 im französischen Albertville den Bobsport des Gastgeberlandes im Niveau entscheidend anzuheben. Für den bundesdeutschen Bobsport war es seit dem WM-Titel 1979 von Stefan Gaisreiter der erste internationale Titel im Bobsport.
| Platz | Bob                                                                                             | 1. Lauf | 2. Lauf | 3. Lauf | Gesamtzeit Rückstand |
| ----- | ----------------------------------------------------------------------------------------------- | ------- | ------- | ------- | -------------------- |
| 1     | BR Deutschland - Bob FRG 2 Christian Schebitz Uwe Höring Gerhard Oechsle Leroy Hieber           | 50.25   | 50.34   | 50.12   | 2:30.72              |
| 2     | DDR - Bob GDR 1 Volker Dietrich René Hannemann Torsten Körner Axel Kühn                         | 50.57   | 50.20   | 50.60   | 2:31.37 +0.65        |
| 3     | Schweiz - Bob SUI 1 Silvio Giobellina Curdin Morell Urs Salzmann Celeste Poltera                | 50.32   | 50.32   | 50.75   | 2:31.39 +0.67        |
| 4     | Österreich - Bob AUT 2 Franz Paulweber Gerhard Rainer Gerhard Haidacher Thomas Schroll          |         |         |         | 2:31.97 +1.25        |
| 5     | Rumänien - Bob ROM 1 Csaba Nagy Lakatos Florin Olteanu Grigore Anghel Costel Petrariu           |         |         |         | 2:32.48 +1.76        |
| 6     | BR Deutschland - Bob FRG 1 Rolf Dauber Oliver Dom Thomas Wieczorek Stefan Gronwald              |         |         |         | 2:32.71 +1.99        |
| 7     | BR Deutschland - Bob FRG 3 Rudi Lochner Markus Zimmermann Klaus Ueltzhöffer Paul Mainz          |         |         |         | 2:33.22 +2.50        |
| 8     | Italien - Bob ITA 1 Gianfranco Rezzadore Bruno Leonardi Michele Russo Filippo Bussolino         |         |         |         | 2:33.43 +2.71        |
| 9     | Österreich - Bob AUT 1 Gunther Mayeregger Sven Stichlberger Hermann Greimel Wolfgang Mayeregger |         |         |         | 2:33.98 +3.26        |
| 10    | Tschechoslowakei - Bob TCH 1 Václav Vrchovský Pavel Krajca Jiri Dzmura Karel Dostal             |         |         |         | 2:36.06 +5.34        |

## Medaillenspiegel
| Platz | Nation                          | Gold | Silber | Bronze |
| ----- | ------------------------------- | ---- | ------ | ------ |
| 1     | Deutsche Demokratische Republik | 1    | 1      | –      |
| 2     | BR Deutschland                  | 1    | –      | –      |
| 3     | Schweiz                         | –    | 1      | 1      |
| 4     | Sowjetunion                     | –    | –      | 1      |